# Thomas Gerber (Schauspieler)
Thomas Gerber (* 1967 in Elsterwerda) ist ein deutscher Schauspieler und Hörspielsprecher.

## Leben

### Ausbildung und Theater
Thomas Gerber wuchs in Döllingen als Sohn eines Lehrerehepaares auf und absolvierte von 1992 bis 1996 sein Schauspielstudium an der Hochschule für Schauspielkunst „Ernst Busch“ in Berlin. Während seiner Ausbildung trat er 1995 am Hans Otto Theater in Potsdam auf.
Anschließend war er festes Ensemblemitglied am Brandenburger Theater (1995–1998) und am Deutschen Theater Berlin (1998–2002). Dort arbeitete er u. a. mit den Regisseuren Jürgen Gosch, Thomas Ostermeier, Einar Schleef und Thomas Langhoff zusammen. Als Gast spielte er an der Berliner Volksbühne. Seit 2001 ist er als Schauspieler freiberuflich tätig.
2007 gastierte er als Vicomte den Valomt in Gefährliche Liebschaften bei den Burgfestspielen Bad Vilbel, mit Heike Trinker (Marquise de Merteuil) und Andy Konrad (Chevalier Danceny) als Partnern. In der Saison 2007/08 spielte er beim Tournee-Theater Greve den Major von Crampas in einer Effi Briest-Inszenierung. 2009 trat er am Stadttheater Fürth auf.
Von 2009 bis 2013 gehörte er zum regelmäßigen Ensemble der Burgfestspiele Jagsthausen, wo er in verschiedenen Inszenierungen zu sehen war, u. a. als Spiegelberg in Die Räuber (2009), als R.P. McMurphy in Einer flog über das Kuckucksnest (2012), als Elwood Blues in The Blues Brothers (2010–2013) und als Weislingen in Götz von Berlichingen (2013). 2012 erhielt er für seine schauspielerischen Leistungen den Publikumspreis der Burgfestspiele Jagsthausen. 2014 übernahm er in einer Tourneeproduktion der Theater Greve GmbH die Rolle des Iwan Karamasow in einer Bühnung der Brüder Karamasow.
Es folgten Theaterengagements am Theaterhaus Jena (2015/2016), am Ballhaus Naunynstraße (2015–2017, 2018), bei den Burgfestspielen Alzenau (2016–2017) und beim Greizer Theaterherbst (2018). 2017 wirkte er beim freien Theaterensemble „Theater der Sprachfehler“ in der Uraufführung des Theaterstücks Rost von Christian Kühne mit. In der Spielzeit 2018/19 tritt er am Staatstheater Kassel in der Weihnachtsproduktion Der gestiefelte Kater als König auf.

### Film, Regie und Musik
Gerber stand in verschiedenen Fernseh- und Kinoproduktionen vor der Kamera. Er übernahm zahlreiche Episodenrollen in Fernsehserien, wirkte in Fernsehdokumentationen als Darsteller mit und spielte in mehreren Kurzfilmen. In dem dreiteiligen ZDF-Fernsehfilm Ku’damm 56 (2016) verkörperte er eine Nebenrolle als vermeintlich jüdischer Vorbesitzer einer Berliner Tanzschule, der als Betrüger überführt wird. Im Dezember 2018 war Gerber, gemeinsam mit Petra Kelling, in der ZDF-Serie Die Spezialisten – Im Namen der Opfer in einer Episodennebenrolle als Sohn eines türkischen Gastarbeiters zu sehen. In der TV-Reihe Der Bozen-Krimi (2019) spielte er den Drogenschmuggler Mario Scento, der für die ’Ndrangheta arbeitet.
Gerber gastiert mit verschiedenen Solo-Programmen, arbeitete weiters in der freien Theaterszene als Regisseur und war zwischenzeitlich auch als Schauspieldozent, Theatermusiker und als DJ tätig. Er ist auch als Sprecher, Produzent und Sprecher für Hörspiele aktiv.

### Privates
Gerber reiste Mitte der 2000er Jahre mehrere Monate als Individualtourist durch Brasilien, wo er auch heiratete, drei Jahre dort mit einer Brasilianerin zusammenlebte und fließend brasilianisches Portugiesisch lernte. Zu seinen Hobbys gehören Radfahren und Surfen. Thomas Gerber lebt in  Berlin.

## Filmografie (Auswahl)
- 1999: Oskar und Leni (Kinofilm)
- 2001: Die Kumpel: Mannis Rückkehr (Fernsehserie, eine Folge)
- 2002: Für alle Fälle Stefanie: Am seidenen Faden (Fernsehserie, eine Folge)
- 2004: Alarm für Cobra 11 – Die Autobahnpolizei: Im Visier des Todes (Fernsehserie, eine Folge)
- 2004: Im Namen des Gesetzes: Tödliches Rendezvous (Fernsehserie, eine Folge)
- 2006: Die Kette (Fernsehfilm)
- 2006: SOKO Wismar: Rauchzeichen (Fernsehserie, eine Folge)
- 2007: Medicopter 117 – Jedes Leben zählt: Angst! (Fernsehserie, eine Folge)
- 2013: Bevor die Stare ziehen (Kurzfilm)
- 2015: Wie wir wurden, was wir sind – Eine Geschichte Südwestdeutschlands (TV-Dokumentation)
- 2016: Ku’damm 56 (Fernsehreihe)
- 2016: SOKO Leipzig: Not-OP (Fernsehserie, eine Folge)
- 2018: Die Eiserne Zeit – Lieben und Töten im Dreißigjährigen Krieg (TV-Dokumentation)
- 2018: Die Spezialisten – Im Namen der Opfer: Gastfeindschaft (Fernsehserie, eine Folge)
- 2019: Der Bozen-Krimi: Falsches Spiel (Fernsehreihe)
- 2019: Jenseits der Angst (Fernsehfilm)
- 2021: Polizeiruf 110: An der Saale hellem Strande (Fernsehreihe)
- 2021: Nix Festes: Die weibliche Perspektive (Fernsehserie, eine Folge)
- 2021: Eldorado KaDeWe – Jetzt ist unsere Zeit: Kalter Entzug (Fernsehserie, eine Folge)
- 2022: Letzte Spur Berlin: Heimsuchung (Fernsehserie, eine Folge)
- 2022: Buba
- 2022: Gute Zeiten, schlechte Zeiten (Fernsehserie)
- 2022: Auris – Die Frequenz des Todes (Fernsehfilm)
- 2023: Schlafende Hunde (Fernsehserie)
- 2023: SOKO Potsdam: Enkeltrick (Fernsehserie, eine Folge)
- 2023: Jenseits der Spree: In den Flammen (Fernsehserie, eine Folge)
- 2023: Die Heiland – Wir sind Anwalt: Die letzte Chance (Fernsehserie, eine Folge)
- 2024: Polizeiruf 110: Der Dicke liebt (Fernsehreihe)
- 2025: Wilma will mehr (Kinofilm)

## Hörspiele (Auswahl)

### Sprecher
- 1993: Adolf Schröder: Berger und Levin (4. Teil: Die Väter) – Regie: Norbert Schaeffer
- 1994: Daniel Therriault: Romantisches Konzert – Regie: Norbert Schaeffer
- 1996: Adolf Schröder: Berger und Levin (6. Teil: Pat) – Regie: Norbert Schaeffer
- 1996: Dirk Schmidt, Pierre Mattern: Montalbanos Irrtum – Regie: Norbert Schaeffer
- 1997: Friedrich Bestenreiner: Honeymoon – Regie: Alexander Schuhmacher
- 1999: Marius von Mayenburg: Haarmann – Regie: Wulf Twiehaus
- 2001: Damon Runyon: Schwere Jungs und leichte Mädchen (1. Teil). Butch passt aufs Baby auf – Kanone findet nach Hause. – Bearbeitung und Regie: Regine Ahrem
- 2001: Oskar Panizza: Die Menschenfabrik – Bearbeitung und Regie: Christoph Kalkowski
- 2001: David Gieselmann, Christoph Kalkowski: Der Android – Regie: Christoph Kalkowski
- 2003: Ruth Rendell: Der Krimi zur Nacht: Blutschrift – Bearbeitung und Regie: Barbara Meerkötter
- 2007: Matthias Wittekindt, Christoph Kalkowski: Der Kongress der Supervisionäre – Regie: Christoph Kalkowski
- 2022: Heiko Michels nach Friedrich Wolf: Funken der Liebe – Regie: Heiko Michels

### Regie
- 2001: Xavier Durringer: Whoosh!!! (Bearbeitung und Regie)